# Jurij Hladyr
Jurij Serhijovyč Hladyr (in ucraino Юрій Сергійович Гладир?; Poltava, 8 luglio 1984) è un pallavolista ucraino, centrale del Warta Zawiercie.

## Palmarès

### Club
- Campionato ucraino: 2

2005-06, 2007-08
- Campionato polacco: 4

2015-16, 2020-21, 2022-23, 2023-24
- Coppa di Polonia: 2

2012-13, 2013-14
- Supercoppa turca: 1

2017
- Supercoppa polacca: 2

2021, 2022

### Premi individuali
- 2011 - Coppa di Polonia: Miglior muro
- 2022 - Supercoppa polacca: MVP